# Гілінський Абрам Лазарович
Абрам Лазарович Гілінський (нар. 20 січня 1897, місто Двінськ Вітебської губернії, тепер місто Даугавпілс, Латвія — розстріляний 26 лютого 1939, місто Москва, Російська Федерація) — радянський партійний діяч, народний комісар харчової промисловості СРСР. Кандидат у члени ЦВК СРСР 3-го скликання, член ЦВК СРСР 7-го і 13-го скликань. Депутат Верховної Ради СРСР 1-го скликання (1937—1938).

## Біографія
Народився в родині єврейського букініста. У 1910 році закінчив початкову школу в місті Двінську.
З 1911 року працював учнем електротехніка в Санкт-Петербурзі. З 1914 по 1915 рік — електромонтер в приватних конторах у місті Двінську. У 1915 році був евакуйований до Харкова, де також працював електромонтером.
Член РСДРП(б) з 1915 року.
У грудня 1915 року був заарештований в Харкові і засланий в Іркутську губернію. 19 березня 1917 року — амністований.
У квітні — серпні 1917 — агітатор Нарвського районного комітету РСДРП(б) в Петрограді, потім працював у місті Кременчуці Полтавської губернії. У 1917—1918 роках — організатор і начальник штабу Червоної гвардії в Кременчуці.
У 1918—1920 роках працював у більшовицькому підпіллі в Україні. У 1918—1919 роках — голова Волинського губернського комітету КП(б)У в місті Житомирі. У 1919—1920 роках — голова Київського губернського комітету КП(б)У. Організатор радянських партизанських загонів. У 1920 році працював електромонтером у Харкові.
У грудні 1920 — березні 1921 року — відповідальний секретар Катеринославського губернського комітету КП(б)У.
У 1921—1923 роках — заступник завідувача організаційного відділу ЦК КП(б)У в Харкові.
З серпня 1923 по 1925 рік — відповідальний секретар Гомельського губернського комітету ВКП(б).
У грудні 1925 — вересні 1928 року — відповідальний секретар Рязанського губернського комітету ВКП(б).
У вересні 1928 — вересні 1929 року — слухач курсів марксизму-ленінізму при ЦВК СРСР.
У вересні 1929 — січні 1930 року — заступник завідувача організаційно-розподільного відділу ЦК ВКП(б).
У 1931—1934 роках — член колегії Народного комісаріату постачання СРСР, одночасно начальник сектору кадрів (з січня 1931 по вересень 1932), начальник Головного управління спиртової та спиртогорілчаної промисловості (з вересня 1932 по 1934 рік).
З 1934 року — в Народному комісаріаті харчової промисловості СРСР: член колегії і начальник Головного управління спиртової та горілчаної промисловості (1934—1937), заступник народного комісара харчової промисловості СРСР (з липня 1937 по 19 січня 1938).
19 січня — 7 серпня 1938 року — народний комісар харчової промисловості СРСР.
24 червня 1938 року заарештований органами НКВС. 26 лютого 1939 року Воєнною колегією Верховного суду СРСР за звинуваченням у шпигунстві, шкідництві і участі в контрреволюційній організації (ст. 58-1 «а», 58-7, 58-8, 58-11 КК РРФСР) засуджений до смертної кари, того ж дня розстріляний. Похований на Донському кладовищі міста Москви (могила № 1).
Реабілітований 2 квітня 1955 року Воєнною колегією Верховного суду СРСР.

## Нагороди
- орден Леніна (1.08.1936)